# Estação Hägerstensåsen
A Estação Hägerstensåsen é uma das estações do Metropolitano de Estocolmo, situada no condado sueco de Estocolmo, entre a Estação Västertorp e a Estação Telefonplan. Faz parte da Linha Vermelha.
Foi inaugurada em 5 de abril de 1964. Atende a localidade de Hägerstensåsen, situada na comuna de Estocolmo.

| Oeste ou norte              |  |              |  | Leste ou Sul                                                            |
| --------------------------- |  | ------------ |  | ----------------------------------------------------------------------- |
| Västertorp sentido Fruängen |  | Line 14 (en) |  | Telefonplan metro station (en) sentido Mörby centrum metro station (en) |
| editar no Wikidata          |  |              |  |                                                                         |